# سوزان كيلرمان
سوزان كيلرمان (بالإنجليزية: Susan Kellerman)‏ هي ممثلة أمريكية، ولدت في 4 يوليو 1944 في الولايات المتحدة. من الجوائز التي نالتها جائزة المسرح العالمي سنة 1980.

## أعمال

### أفلام
- (1988) بيتلجوس[4]
- (1992) الموت أصبح هي[5]
- (1997) محامي الشيطان[6]
- (2006) العطلة الأخيرة[7]

## جوائز
- جائزة المسرح العالمي (1980)

## وصلات خارجية
- سوزان كيلرمان على موقع IMDb (الإنجليزية)
- سوزان كيلرمان على موقع قاعدة بيانات برودواي على الإنترنت (الإنجليزية)
- سوزان كيلرمان على موقع قاعدة بيانات الفيلم (الإنجليزية)